# بشار، الجزایر
بشار (به عربی: بشار) شهری در استان بشار واقع در کشور الجزایر است که در سال ۱۹۹۸ میلادی ۱۳۱٫۰۱۰ نفر جمعیت داشته و جمعیت آن در سال ۲۰۰۵ میلادی به ۱۵۷٫۴۳۰ نفر رسیده‌است.